# Veglie
Veglie község (comune) Olaszország Puglia régiójában, Lecce megyében.

## Fekvése
Lecce városától keletre fekszik, a Salentói-félsziget középső részén.

## Története
Első írásos említése a 10. századból származik, habár a feltárt régészeti emlékek szerint már az i.e. 4-3 században lakták területét. 

## Népessége
A lakosság számának alakulása:

## Főbb látnivalói
- Madonna della Favana-kripta - egy 9-10. században kialakított kripta a település egykori katakombáiban értékes freskókkal.
- Porta Nuova (Új kapu) - a város egykori kapuja, amelyet a 18. században alakítottak át díszkapuvá.